# Tegongan
Tegongan is een bestuurslaag in het regentschap Brebes van de provincie Midden-Java, Indonesië. Tegongan telt 3384 inwoners (volkstelling 2010).